# Резня на базе Спайкер
Резня на базе Спайкер произошла 12 июня 2014 года, когда Исламское государство Ирака и Леванта (ИГИЛ) убило от 1095 до 1700 иракских курсантов в ходе нападения на базу Спайкер в Тикрите, Ирак. На момент резни в лагере находилось от 5 000 до 10 000 безоружных кадетов-шиитов.

## Ход событий
Несколько выживших позже показали, что их старшие офицеры в лагере заставили их покинуть лагерь. Хасан Халил, один из выживших, которому удалось бежать, притворившись мертвым под другим трупом и сбежав ночью, сказал: «Наши старшие офицеры являются причиной убийств. Они заставили нас покинуть Спайкер. пассаж, что его охраняют племена, и велели нам не носить униформу». «Они продали нас ИГИЛ», — добавил он. Правительство Ирака и национальное телевидение опровергли эту историю. Они сказали, что кадеты вырвались из лагерей после того, как военные уже отправили спецназ в опасные районы лагерей, чтобы обезопасить их, и что их предупредили о недопустимости выхода.
400 кадетов, которым было приказано покинуть базу Спайкер перед нападением, были арестованы правительственными войсками и пропали без вести.
Питер Букерт, директор по чрезвычайным ситуациям Хьюман Райтс Вотч (HRW), заявил: «Фотографии и спутниковые снимки из Тикрита являются вескими доказательствами ужасного военного преступления, которое требует дальнейшего расследования. Иракцы и весь мир смотрят».
На фотографиях видно, как бойцы ИГИЛ в масках связывают курсантов и загружают их в грузовики, а на других фотографиях видно, как боевики ИГИЛ убивают десятки курсантов из автоматов, пока они лежат.
Пропагандистские видеоролики ИГИЛ показывают, как они стреляют по сотням мужчин, выстроившихся в братских могилах в пустыне. Некоторые курсанты инсценировали свою смерть, обмазавшись кровью и скрывшись ночью. Выживший Али Хусейн Кадхим рассказал свою историю The New York Times после своего побега после резни.
ИГИЛ опубликовало некоторые кадры резни в рамках своего пропагандистского видео «На Пророческой Методологии» (араб. على منهاج النبوة). После, последовало видео, полностью посвящённое бойни под названием «Убивайте их, где бы вы их ни встретили (Коран 2:191)» (араб. وَاقْتُلُوهُمْ حَيْثُ ثَقِفْتُمُوهُمْ), где показаны все отснятые кадры массового убийства. Курсантов запихивают в грузовики, некоторые из них одеты в штатское, чтобы скрыть военную форму. Большинство из них лежат на земле, их джинсы сорваны, чтобы обнажить камуфляжную форму. Некоторых пленных заставляли клеветать на премьер-министра Ирака Нури аль-Малики, а других заставляли кричать «Исламское государство остаётся!». Некоторые из них были забиты до смерти винтовкой. Методы убийства варьировались: от расстрела кадетов одного за другим до многократных расстрелов лежащих, чтобы обеспечить смерть. Некоторые кадеты были застрелены и брошены в реку Тигр.

## Последствия
25 августа 2014 года мать одной из жертв резни на базе Спайкер во время акции протеста бросила платок в спикера иракского парламента Салима аль-Джабури.
Мемориал погибшим в резне на базе Спайкер на месте инцидента у президентских дворцов в Тикрите.
Правительство Ирака заявило, что в резне приняли участие 57 членов арабской социалистической партии Баас. Хотя фотографии показали, что каждый вооружённый человек был из ИГИЛ, правительство заявило: «Без всяких сомнений и подозрений, все эти преступники из запрещённой партии Баас». Заявив, что резня не носила сектантского характера. Хотя представитель иракских вооружённых сил Касим Атта заявил, что на базе Спайкер пропало почти 11 000 курсантов и солдат; он также заявил, что тысячи людей были казнены в президентских дворцах или рядом с ними, в районе Аль-Бу-Агайл и в тюрьме Бадуш в результате религиозного насилия.
2 сентября более 100 членов семей убитых и пропавших без вести курсантов и солдат ворвались в здание иракского парламента и ударили троих охранников. Через день в парламенте началось заседание, на котором присутствовали представители семей и Садун ад-Дулайми, а также другие военные чиновники для обсуждения резни.
16 сентября курдская группировка Асаиш арестовала четырёх человек, подозреваемых в причастности к резне на юге Киркука. Неназванный источник в службе безопасности заявил: «Операция была проведена с использованием разведывательной информации для их ареста».
18 сентября иракское министерство по правам человека заявило, что по состоянию на 17 сентября общее число пропавших без вести солдат и курсантов составляло 1095 человек, опровергнув самую популярную цифру в 1700 убитых солдат. Министерство добавило: «Министерство полагалось на свою статистику распространения форм о семьях пропавших без вести в Багдаде и других мухафазах в своем стремлении задокументировать преступления и нарушения, которые террористическая группировка Исламское государство совершает по отношению к нашему народу». Правительство Ирака приказало выплатить 10 миллионов иракских динаров (эквивалентно 8600 долларам США) семьям пропавших без вести курсантов.
После победы иракских сил над ИГИЛ в Тикрите в начале апреля 2015 года были обнаружены братские могилы с некоторыми из убитых курсантов, и началась эксгумация разложившихся трупов.